# Alain Bravo
Pour les articles homonymes, voir Bravo.
 (février 2011).
Si vous disposez d'ouvrages ou d'articles de référence ou si vous connaissez des sites web de qualité traitant du thème abordé ici, merci de compléter l'article en donnant les références utiles à sa vérifiabilité et en les liant à la section « Notes et références ».
Alain Bravo est un ingénieur polytechnicien et entrepreneur français né le 1er avril 1945. Il a été le président et fondateur de SFR à la fin des années 1980, puis directeur de la recherche d'Alcatel jusqu'en 2001. Il a également dirigé Supélec jusqu'en 2013, a co-fondé CentraleSupélec en 2015, dont il a été le premier président du conseil d'administration, et été l'une des principales figures du projet d'aménagement Paris-Saclay. Alain Bravo a enfin présidé l'Académie des technologies en 2017. 
Alain Bravo est ingénieur général depuis 1985.

## Biographie

### Études
Alain Bravo est diplômé de l'École polytechnique (X1965) et de l'École nationale supérieure des télécommunications, après un passage au Prytanée national militaire de La Flèche (1961-1965).

### Direction générale des télécommunications - PTT (1970-1985)
Il commence sa carrière en 1970 chez Bell Canada comme responsable Business Information Systems avant d'exercer les fonctions de directeur plan-programmes à la direction des télécommunications d'Aquitaine (1971-74) et d'être nommé chef de cabinet de Gérard Théry à la direction générale des Télécommunications de 1974 à 1978. Il y devient directeur de la production en 1980 avant d'être nommé ingénieur général des Télécommunications en 1985.

### Compagnie générale des eaux(CGE), création deSFR(1985-95) et passage par le groupe Alcatel (1995-2001)
Il rejoint ensuite la Compagnie générale des eaux. Nommé directeur général adjoint de la division télédistribution deux ans plus tard, il crée et préside avec Richard Lalande la Société française de radiotéléphonie (SFR), laquelle se voit attribuer un réseau par le ministre des Télécommunications Gérard Longuet. Il quittera la présidence de SFR en 1992. De 1991 à 1993, il dirige la Compagnie générale de vidéocommunications. En 1994, il est nommé directeur à la Compagnie générale des eaux, poste qu'il quittera un an plus tard. En 1995, Alain Bravo crée Siris, aujourd'hui SFR fixe. Il rejoint Alcatel en tant que Président de la division Réseaux mobiles. Il devient Directeur de la recherche et de la technologie en 1998 puis conseiller du Président et quitte Alcatel en 2001. 

### École supérieure d'électricité, Supélec (2004 - 2013)
Il est directeur général de Supélec entre 2004 et 2013 et troisième vice-président Relations internationales de la Conférence des directeurs des écoles françaises d'ingénieurs CDÉFI. En décembre 2014 il est également nommé Président du conseil d'administration du Grand Établissement CentraleSupélec, né de la fusion des écoles d'ingénieurs Centrale Paris et Supélec.

### Responsabilités interprofessionnelles
Il crée Abhexis qu'il présidera jusqu'en 2016 ; à ce titre il dirige l’opération FutuRIS avec l’Association nationale de recherche technologique (ANRT) de février 2003 à avril 2004. Il est aussi président de la commission télécommunications du CNPF. À ce titre, il a défendu, dans les années 1990, l'ouverture à la concurrence du secteur des télécoms, tout en étant directeur de la Générale des eaux et président de sa filiale spécialisée dans les télécoms d'entreprise. Alain Bravo a réclamé, au nom du patronat, la mise en place d'une autorité régulatrice indépendante de l'administration et des réglementations permettant de favoriser les concurrents de France télécom sur le marché. Avant que la loi de réglementation des télécoms soit débattue au Parlement et adoptée, en 1996, les premières licences d'opérateurs étant délivrées en 1997, il estimait par ailleurs que le service universel (le service public de l'après-1998) devait être limité au téléphone. Concernant le coût de ce service (à répartir entre les nouveaux opérateurs), il réclamait la mise en place d'une séparation comptable des activités de France Télécom, selon qu'elles relèvent ou non des missions de service public.
Alain Bravo a présidé la Commission consultative des réseaux et services de télécommunications auprès du ministère de l’Industrie et de l’ARCÉP (2001-2007), et a été Vice-Président du groupe Recherche-innovation du MEDEF.

### Responsabilités pour l'enseignement supérieur et la recherche
Il est également Président de l'École nationale des télécommunications de Bretagne de 1997 jusqu'en 2004, président du Réseau national de recherche en télécommunications (RNRT) de 2002 à 2007, du réseau N+i d’écoles d’ingénieurs (2006-2008), de la Société de l'électricité, de l'électronique et des technologies de l'information et de la communication (2006-2009). Alain Bravo a été nommé dans plusieurs conseils et commissions, comme le Conseil Scientifique de la Défense (1999-2002 et 2004-2014) ou le GEM (groupes d'étude et de mobilisation du ministère des Affaires européennes), et a été Président du Conseil de perfectionnement de l'École navale et Président du réseau mondial d'écoles d'ingénieurs TIME (Top Industrial Managers for Europe) (2007-2009). En 2015, Alain Bravo devient le Président du Conseil scientifique et pédagogique de Data ScienceTech Institute, investi d'une mission de définition et de promotion des formations aux métiers de Data Scientist et d'Analyste Big Data. En 2015, il est élu président du conseil de gouvernance de Télécom Saint-Étienne, école d'ingénieurs. 

#### Création du campus Paris-Saclay
Il finalise en février 2009 le dossier du campus du Plateau de Saclay en qualité de président de la fondation Digiteo-Triangle de la physique, et ce dans le cadre de l'opération campus du ministère de l’Enseignement Supérieur et de la Recherche. Alain Bravo a ainsi contribué de manière importante à la création du campus Paris-Saclay et de l'Université Paris-Saclay.

#### Mission «Économie numérique»
Membre de l'Académie des technologies et membre émérite de la SEE, il préside en 2008 la commission parlementaire « Économie numérique » dite mission Alain Bravo dans le cadre des activités du centre d’analyse stratégique. Son rapport remis à la ministre Nathalie Kosciusko-Morizet soulève notamment la contradiction du gouvernement français entre d'une part, son objectif de développer l'économie numérique, et d'autre part sa volonté d'imposer le principe de suspension d'accès à Internet. Ce rapport est cité en argument dans la proposition du législateur de substituer en 2009 l'amende forfaitaire à la mesure de suspension,.
Le rapport d'Alain Bravo décrit six scénarios possibles de la société numérique à l'horizon 2025 et propose des solutions pour passer du cloisonnement actuel au scénario de Renouveau, notamment par la promotion du logiciel libre et des usages de l'Internet pour l'axe Éducation et Formation, par la soutenance de nouvelles approches juridiques inspirées de la pratique des logiciels libres pour l'axe européen, et par une mobilisation des financements privés et publics pour relever les défis industriels du logiciel libre pour l'axe Innovation. L'auteur préconise l'exploitation de brevets logiciels par une licence de droit et reste sur ce point en contradiction avec la communauté du logiciel libre pour qui ces brevets représentent à la fois un frein à l'innovation et un problème social. Alain Bravo préconise également d'élever l'informatique au rang de discipline scientifique à part entière dans l'enseignement.

### Académie des technologies
Alain Bravo est nommé membre de l'Académie des technologies en juillet 2008. Il occupe ensuite les fonctions de délégué général (2013-2014), vice-président (2015-2016) puis Président en 2017 et 2018.

## Liens familiaux
Il est le frère de Jacques Bravo, maire (PS) du IXe arrondissement de Paris, de Pierre-Jean Bravo, proviseur du Lycée du Parc (Lyon) et du Lycée Thiers (Marseille) et le fils de Pierre Bravo, ingénieur général de l'armement.

## Décorations
- Officier de l'ordre national de la Légion d'honneur en 2014[19].
- Commandeur de l'ordre national du Mérite en 2002[20].